# Oratorio della Compagnia di Santa Maria della Neve
L'oratorio della Compagnia di Santa Maria della Neve, detto anche dei Santi Crispino e Crespiniano è un luogo di culto cattolico che si trova in borgo la Croce 36 a Firenze.

## Storia
Si trova poco lontano dalla chiesa di Sant'Ambrogio ed era officiato dalla Compagnia di Santa Maria della Neve, fondata nel 1455. Vi riunivano inoltre anche altre confraternite come la Compagnia di San Domenico della Notte e la Compagnia dei Santi Crespino e Crespiniano dei Calzolai.
Sulla presenza di quest'ultima compagnia sono sorti alcuni equivoci per via dell'omonimo oratorio in via San Gallo: sebbene alcune fonti neghino la presenza della Compagnia dei Calzolai in Borgo la Croce, questa dovette effettivamente spostarsi qui poco prima della sua soppressione, come testimonia Francesco Bigazzi di un'iscrizione, ormai scomparsa, sul timpano di questo oratorio, che sotto l'ancora presente titolazione a "S. Mariæ ad Nivem / Societas", riportava "SS. Crespini et Crespiniani". 
Soppresse tutte le compagnie tra 1784 e 1785, la cappella venne utilizzata come camera mortuaria. Oggi, spoglia e sconsacrata, è un'aula destinata ad accogliere alcune attività parrocchiali. 

## Descrizione

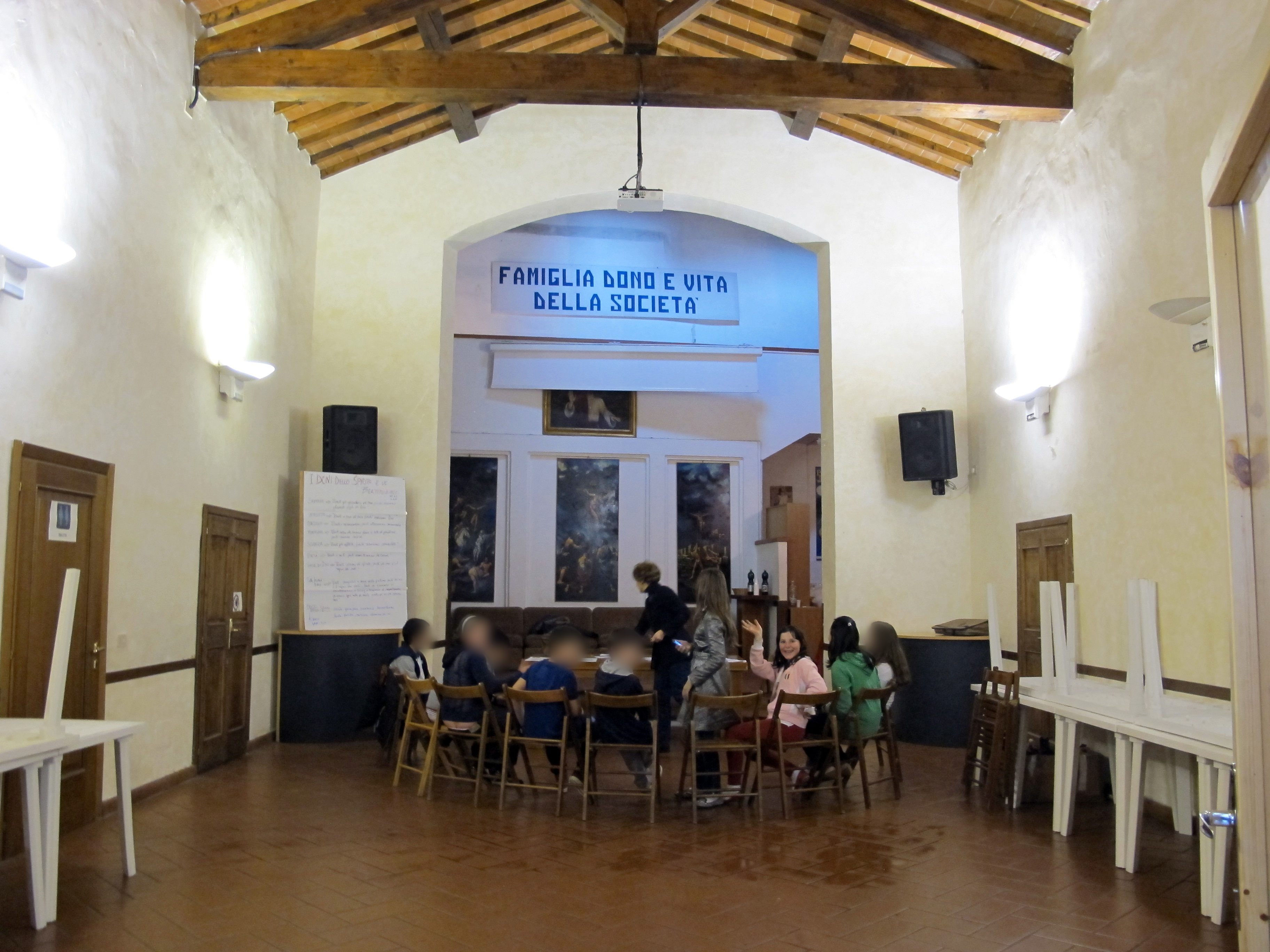
Interno

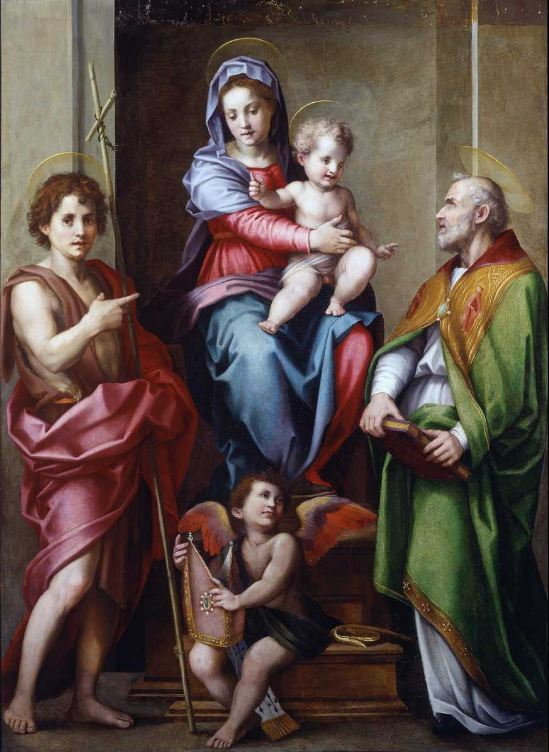
La pala di Andrea del Sarto

La cappella ha forme cinquecentesche, con una facciata a capanna in cui si apre, tra due finestre con cornici in pietra e un architrave sporgente, un portale timpanato decorato da una conchiglia e da un cartiglio su cui si legge "Societas / Sanctæ Mariæ ad Nives". L'interno è spoglio, e non resta traccia neanche dell'altare, che doveva essere in pietra. 
La chiesa aveva importanti decorazioni commissionate dalla Compagnia di Santa Maria della Neve: in particolare spiccava sull'altare maggiore la tavola della Madonna col Bambino tra i santi Giovanni Battista, Ambrogio e un angelo eseguita da Andrea del Sarto nel 1515 - 1520 circa (con la parte inferiore ridipinta dopo i danni dell'alluvione del 1557), che venne ceduta nel 1619 al cardinale Carlo de' Medici in cambio di una copia eseguita dall'Empoli e duecento scudi. La tavola ricomparve solo nell'Ottocento a Napoli e, dopo vari passaggi, si trova oggi nella collezione Alana. Anche ilk quadro dell'Empoli è oggi in collezione privata.